# 설계속도
설계속도(design speed)는 도로 설계요소의 기능이 충분히 발휘될 수 있는 조건(양호한 기상, 적은 차량 수) 하에서 평균적인 운전 실력을 가진 운전자가 쾌적성을 유지한 채로 운전할 수 있는 어떤 구간의 최고속도 또는 최고안전속도이다. 설계속도는 도로설계의 기초가 된다.

## 관련 요소
곡선반경, 시거, 폭 등의 선형 요소는 설계속도에 직접적인 영향을 준다.

## 변화
설계속도는 보통 한 계통의 노선에 대해서는 일정하게 하지만, 경우에 따라서 구간별 설계속도에 변화를 줄 수 있다.

## 도로별 설계속도
도로의 구조, 시설기준에 관한 규칙에서는 설계속도를 다음과 같이 정하고 있다.
| 도로 종류 | 도로 종류    | 설계속도(km/h) | 설계속도(km/h) | 설계속도(km/h) |
| --------- | ------------ | -------------- | -------------- | -------------- |
| 도로 종류 | 도로 종류    | 지방           | 지방           | 도시           |
| 도로 종류 | 도로 종류    | 평지           | 산지           | 도시           |
| 고속도로  | 고속도로     | 120            | 100            | 100            |
| 일반도로  | 주간선도로   | 80             | 60             | 80             |
| 일반도로  | 보조간선도로 | 70             | 50             | 60             |
| 일반도로  | 집산도로     | 60             | 40             | 50             |
| 일반도로  | 국지도로     | 50             | 40             | 40             |

## 같이 보기
- 속도 제한
- 교통 정온화

## 참고 문헌
- 이재기; 최석근; 박경식; 정성혁 (2013). 《측량학2》. 형설출판사. ISBN 978-89-472-7337-4.